# Вулфила
Вулфила (Vʊlfila / Wulfila), в източниците се среща също като Улфила или Урфила (на гръцки: Ουλφίλας, Ουρφίλας; на латински: Ulfila, Gulfila; * ок. 310/311; † 383), гот или половин гот, е първи епископ на тервингите (вестготите), създател на готската азбука и превел Библията от гръцки на готски език (виж Библията на Улфила).
Арианското тълкуване на Библията, което Улфила популяризира сред готите, се обръща срещу универсалното християнство. Така готите, вместо да бъдат приобщени към църквата и в резултат към гръкоримската държавност, остават изолирани от църквата.
Дейността на Улфила протича в град Никополис ад Иструм (до днешното село Никюп), на 18 километра от съвременния град Велико Търново.
Вулфила е сред първите готи с християнско самосъзнание. Неговите християнски родители от Кападокия са отвлечени от готите през 3 век, той е син на готски баща и майка – кападокийска християнка.
Епископът на Константинопол, Евсевий Никомидийски провъзгласява Улфила най-късно през 341 г. в Антиохия (Антакия) за „Епископ на християните в готската земя“. До 348 г. Улфила проповядва в тогавашната територия на вестготите по Долния Дунав. Започналото от Атанарих гонение на християните прогонва Улфила и други при римляните, които ги заселват при Никополис.
След узаконяването на християнството през 311 г. от император Галериий със Сердикийския Едикт за толерантност се ускорява християнизацията на визиготите, в която съществена роля играе св. Улфила, епископ на готите, заселили се в околностите на Никополис ад Иструм (при днешното с. Никюп), този „съвременен Мойсей“ в тяхната „обетована земя“ Мизия, както е наречен в „Църковната история“ на Филосторгий и от Патриарх Фотий. Както те, така и Йорданес, Сократ Схоластик и Созомен оставят за него един образ на високообразован апостол и просветител от внушителен мащаб, подобен на този на Светите братя Константин Философ (Кирил) и Методий половин хилядолетие по-късно. Пространен негов житиепис е оставил и Доростолският (Силистренският) епископ Авксентий, негов ученик и приемник, за което ние знаем известно от изложението на епископ Максимин (* ок. 360 – † сл. 427). Учител на Улфила е Херсонският епископ Теофил, участвал в Първия вселенски събор в гр. Никея (Никейски събор), ползвал еднакво добре готски, гръцки и латински език. Улфила е ръкоположен през 340/341 г. за готски епископ в Гетия [39] и приемник на починалия първи техен архиерей Теофил от Цариградския патриарх св. Евсевий Никомидийски (покръстителят на Константин Велики), виден представител на арианството и съученик на александрийския свещеник Арий (* ок. 250 – † 336), презвитер в гр. Александрия, т.е., когато партията на арианите е най-силна в Империята (337 – 361 г.).
Улфила осиновява Авксентий от Дуросторум. От Авксентий и историка Филосторгий произлизат сведенията за Вулфила. Протестантската църква го чества на 26 август.
Ледник Вулфила на о. Гринуич в Южните Шетландски острови, Антарктика е наименуван на епископ Вулфила, „създал готската азбука и положил началото на германската литература.“

## Верую на Улфила
Веруюто на Улфила (Урфила), произнесено в предсмъртния му час и запазено в писмо на ученика му Авксентий Доростолски, гласи:
„Аз, Улфила, епископ и изповедник, винаги съм вярвал така и с тази единствена и истинна вяра осъществявам прехода си към своя Господ:
Вярвам, че има само един Бог Отец, несътворен и невидим; [вярвам] и в неговия единороден син, нашия Господ и Бог, създател и творец на всецялото творение, който няма никой подобен на себе си. Затова има един-единствен Бог на всичко – Отец, който е Бог и на нашия Бог; [вярвам] и в единствения Свети Дух – просветляващата и освещаващата сила, както казва след възкресението си Христос на своите апостоли: „И аз ще изпратя обещанието на Отца ми върху Вас, а вие стойте в град Иерусалим, докле се облечете в сила отгоре“ (Лк. 24:49). А също и: „Ще приемете сила, кога слезе върху вас Дух Свети“ (Деян. 1:8). Той не е нито Бог, нито Господ, но верен служител на Христа; нито е равен нему, но е подвластен и се подчинява във всичко на Сина. Както и Синът е подвластен и се подчинява във всичко на Бог Отец.“
Текст на „Vater Unser“ („Отче наш“) на готски език в Сребърния кодекс:
atta unsar þu ïn himinam
weihnai namo þein
qimai þiudinassus þeins
wairþai wilja þeins
swe ïn himina jah ana airþai
hlaif unsarana þana sinteinan gif uns himma daga
jah aflet uns þatei skulans sijaima
swaswe jah weis afletam þaim skulam unsaraim
jah ni briggais uns ïn fraistubnjai
ak lausei uns af þamma ubilin
unte þeina ïst þiudangardi
jah mahts jah wulþus ïn aiwins
amen